# Gustavo Dudamel
Gustavo Adolfo Dudamel Ramírez (født 26. januar 1981) er en venezuelansk dirigent og violinist. Han er leder af Orquesta Sinfónica Simón Bolívar og Los Angeles Philharmonic.
Dudamel blev født i Barquisimeto, Venezuela, søn af en trombone- og en stemmelærer. Han studerede musik fra en tidlig alder, og blev involveret med El Sistema, den berømte Venezuelanske musikuddannelse, og begyndte at spille violin i en alder af ti år. Han begyndte at studere komposition. Han arbejdede med José Francisco del Castillo i den Latin-Amerikanske Violin Academy.

## Diskografi
2006
- Beethoven: Symphonies Nos. 5 & 7 
[w / the Simón Bolívar Youth Orchestra of Venezuela]

2007
- Birthday Concert for Pope Benedict XVI 
[w / Hilary Hahn & the Radio-Sinfonieorchester Stuttgart]
- Mahler: Symphony No. 5 
[w / the Simón Bolívar Youth Orchestra of Venezuela]
- Bartók: Concerto for Orchestra 
[w / the Los Angeles Philharmonic]

2008
- The Promise of Music 
[w / the Simón Bolívar Youth Orchestra of Venezuela]
- Fiesta 
[w / the Simón Bolívar Youth Orchestra of Venezuela]
- Berlioz: Symphonie Fantastique 
[w / the Los Angeles Philharmonic]

2009
- Gustavo Dudamel and the Los Angeles Philharmonic: The Inaugural Concert 
[w / the Los Angeles Philharmonic]
- Mahler: Symphony No. 1 (From the Inaugural Concert) 
[w / the Los Angeles Philharmonic]
- Discoveries 
[w / the Simón Bolívar Youth Orchestra of Venezuela]
- Live from Salzburg 
[w / the Simón Bolívar Youth Orchestra of Venezuela]
- Tchaikovsky: Symphony No. 5; Francesca da Rimini 
[w / the Simón Bolívar Youth Orchestra of Venezuela]

2010
- Celebración – Opening Night Concert & Gala 
[w/ Juan Diego Flórez and the Los Angeles Philharmonic]
- Adams: City Noir (From the Inaugural Concert) 
[w/ the Los Angeles Philharmonic]
- Rite 
[w / the Simón Bolívar Youth Orchestra of Venezuela]

2011
- Sibelius: Symphony No. 2 – Nielsen: Symphonies Nos. 4 & 5 – Bruckner: Symphony No. 9 
[w/ the Gothenburg Symphony Orchestra]
- Tchaikovsky & Shakespeare 
[w/ the Simón Bolívar Symphony Orchestra of Venezuela]
- New Year's Eve Concert 2010 
[w/ Elīna Garanča and the Berliner Philharmoniker]
- Adams: Slonimsky's Earbox – Bernstein: Symphony No. 1 "Jeremiah" 
[w/ the Los Angeles Philharmonic]
- Brahms: Symphony No. 4 
[w/ the Los Angeles Philharmonic]

2012
- An American in Paris 
[w/ the Los Angeles Philharmonic]
- Dances and Waves 
[w/ the Vienna Philharmonic]
- Mendelssohn: Symphony No. 3 
[w/ the Vienna Philharmonic]
- Beethoven: Symphony No. 3, "Eroica" 
[w/ the Simón Bolívar Symphony Orchestra of Venezuela]
- Discoveries 
[w/ Simón Bolívar Symphony Orchestra of Venezuela, Berliner Philharmoniker, Wiener Philharmoniker, Gothenburg Symphony Orchestra]
- Mahler: Symphony No. 8 
[w/ Los Angeles Philharmonic and the Simón Bolívar Symphony Orchestra of Venezuela]

2013
- Mahler: Symphony No. 9 
[w/ Los Angeles Philharmonic]

2014
- Mahler: Symphony No. 7 
[w/ Símon Bolívar Symphony Orchestra of Venezuela]

2015
- Wagner 
[w/ Símon Bolívar Symphony Orchestra of Venezuela]
- Philip Glass: Double Piano Concerto 
[w/ Katia and Marielle Labeque (Piano), Los Angeles Philharmonic. ]